# Paradise (Alto Demerara-Berbice)
Paradise es una localidad de Guyana en la región Alto Demerara-Berbice. 

## Demografía
Según censo de población 2002 contaba con 14 habitantes.
Población económicamente activa
| Dato      | Funcionarios | Profesionales y técnicos | Clero | Comercio y Servicios | Act. agrícolas | Act. industriales | Ocup. elementales | S/D | Total |
| --------- | ------------ | ------------------------ | ----- | -------------------- | -------------- | ----------------- | ----------------- | --- | ----- |
| Población | 1            | 0                        | 0     | 1                    | 0              | 0                 | 0                 | 12  | 14    |